# Kegalle (district)

Situation du district de Kegalle.

Le district de Kegalle (singhalais : කෑගල්ල දිස්ත්‍රික්කය) est un des vingt-cinq districts du Sri Lanka. Il est un des districts de la Province de Sabaragamuwa, dont le chef-lieu est la ville de Kegalle.